# Загерт, Хорст
Хорст За́герт (нем. Horst Sagert; 13 октября 1934, Драмбург, Померания — 8 мая 2014) — немецкий художник, сценограф и иллюстратор.

## Биография
Родился в семье пекаря в польском Дравско-Поморске, позже переселился в Хагенов (Мекленбург). В 1953—1958 годах учился в Берлине, в Высшей школе искусств у Генриха Кильгера. С 1963 года работал в Немецком театре, где сотрудничал с главным режиссёром — Бенно Бессоном, оформлял и его постановки в цюрихском «Шаушпильхаузе». Одновременно сотрудничал с другими театрами Германии.

## Театральные работы
- 1963 — «Тартюф» Ж. Б. Мольера. Постановка Бенно Бессона — Немецкий театр
- 1964 — «Расцвет и падение города Махагони» К. Вайля. Постановка Фрица Бенневица — Штаатсопер, Берлин
- 1965 — «Дракон» Е. Л. Шварца. Постановка Бенно Бессона — Немецкий театр
- 1967 — «Эдип-царь» Софокла/Гельдерлина/Хайнера Мюллера. . Постановка Бенно Бессона — Немецкий театр
- 1969 — «Турандот, или Конгресс обелителей» Б. Брехта. Постановка Бенно Бессона (сопостановщик) — «Шаушпильахуз», Цюрих
- 1970 — «Донья Росита, девица, или Язык цветов» Ф. Гарсиа Лорки. Постановка Зигфрида хёхста (сопостановщик) — Немецкий театр
- «Пра-Фауст» И. В. Гёте — «Берлинер ансамбль»
- «Укрощение строптивой» У. Шекспира. Постановка П. Цадека.